# Tomás de Herrera

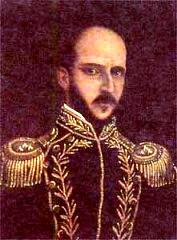
Tomás Herrera

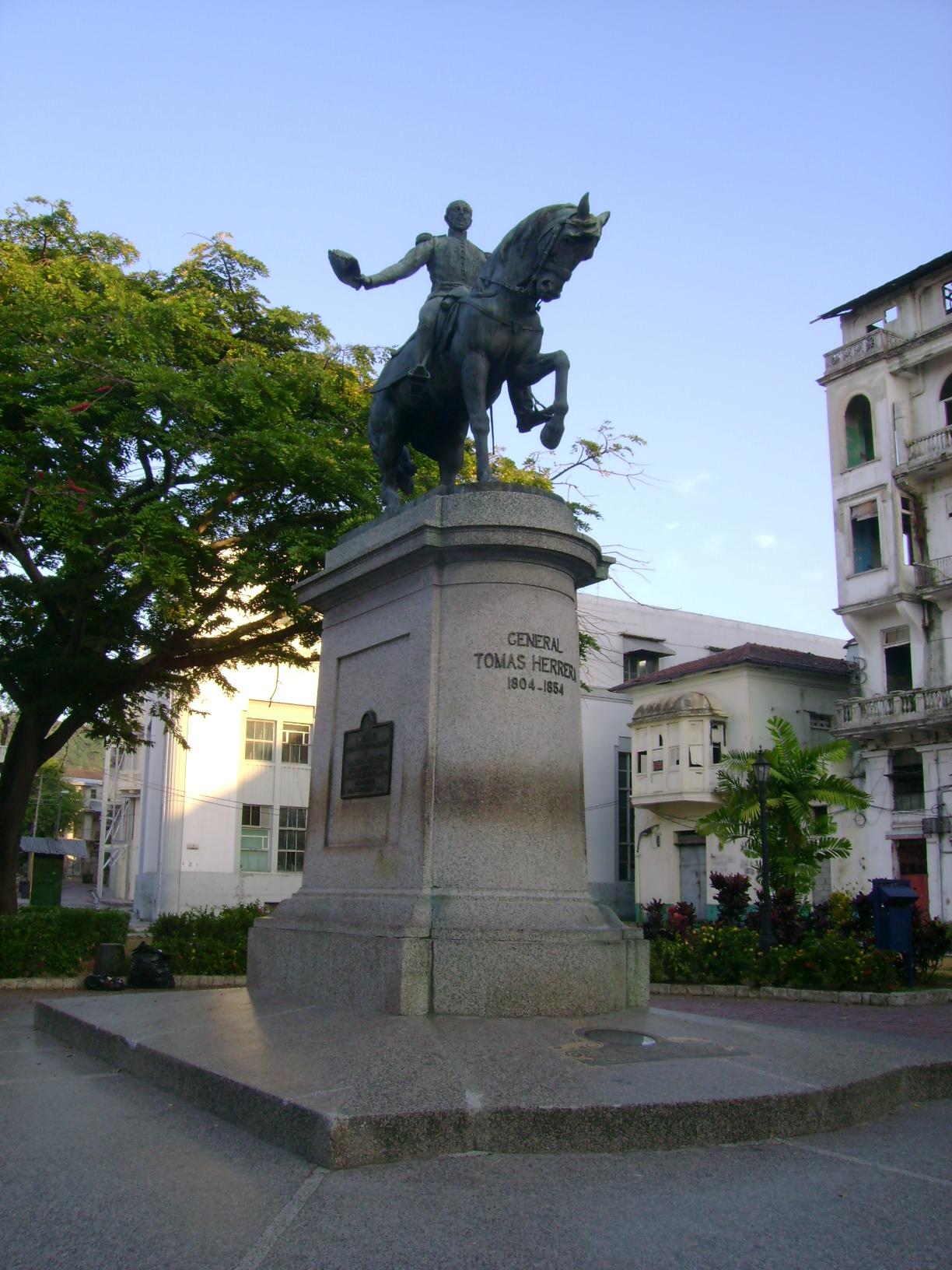
Denkmal auf der Plaza Herrera in Panama-Stadt

Tomás José Ramón del Carmen de Herrera y Pérez Dávila (* 1804 in Panama; † 5. Dezember 1854 in Bogotá) war ein panamaischer Feldherr und Staatsmann.
Herrera trat im Alter von 18 Jahren ins Militär ein, stieg dort schnell zum Leutnant auf und kämpfte in Peru gegen königstreue Kräfte in der Schlacht von Junín und der Schlacht bei Ayacucho. Im Jahre 1828 wurde er wegen Hochverrates zum Tode verurteilt, die Strafe wurde später zu zwei Jahren Verbannung aus Großkolumbien umgewandelt. Im Jahre 1830 kehrte Herrera nach Panama zurück und schloss sich den Befürwortern einer Unabhängigkeit von Großkolumbien an. Dieser Konflikt endete im Jahre 1831, wonach Herrera zum Oberkommandierenden der Truppen am Isthmus aufstieg. Am 18. November 1840 entschieden sich die Panamaer für eine Unabhängigkeit von Großkolumbien, Herrera wurde danach Präsident des Isthmus-Freistaates. Dieser unabhängige Staat wurde nur von Costa Rica und den USA anerkannt und 13 Monate nach seiner Gründung mit Großkolumbien wiedervereinigt.
Im Jahre 1845 wurde Herrera zum Gouverneur von Panama ernannt, im Jahre 1851 Kriegs- und Marineminister, im Jahre 1854 wurde er Präsident der Republik Neugranada. Am 4. Dezember 1854 wurde er in Gefechten mit Rebellen schwer verletzt und erlag diesen Verletzungen wenig später.